# 比尔通
比尔通（英語：Biltong）是原产于南非的一种腌制肉类，在博茨瓦纳等非洲南部国家也较为常见。可以用来制作比尔通的肉类有很多，例如牛肉或是鸵鸟肉等。制作时，通常是将生的脊肉顺着纹理切成条，或是横向切成薄片，然后加料腌制并风干。这一做法类似于肉干，但是它们在调味和工艺上有所差异。比尔通比肉干更厚，而且不会有鲜甜的口味。
“比尔通”一词来源于荷兰语，由“bil”（臀肉）和“tong”（长条）两个词组合而成。

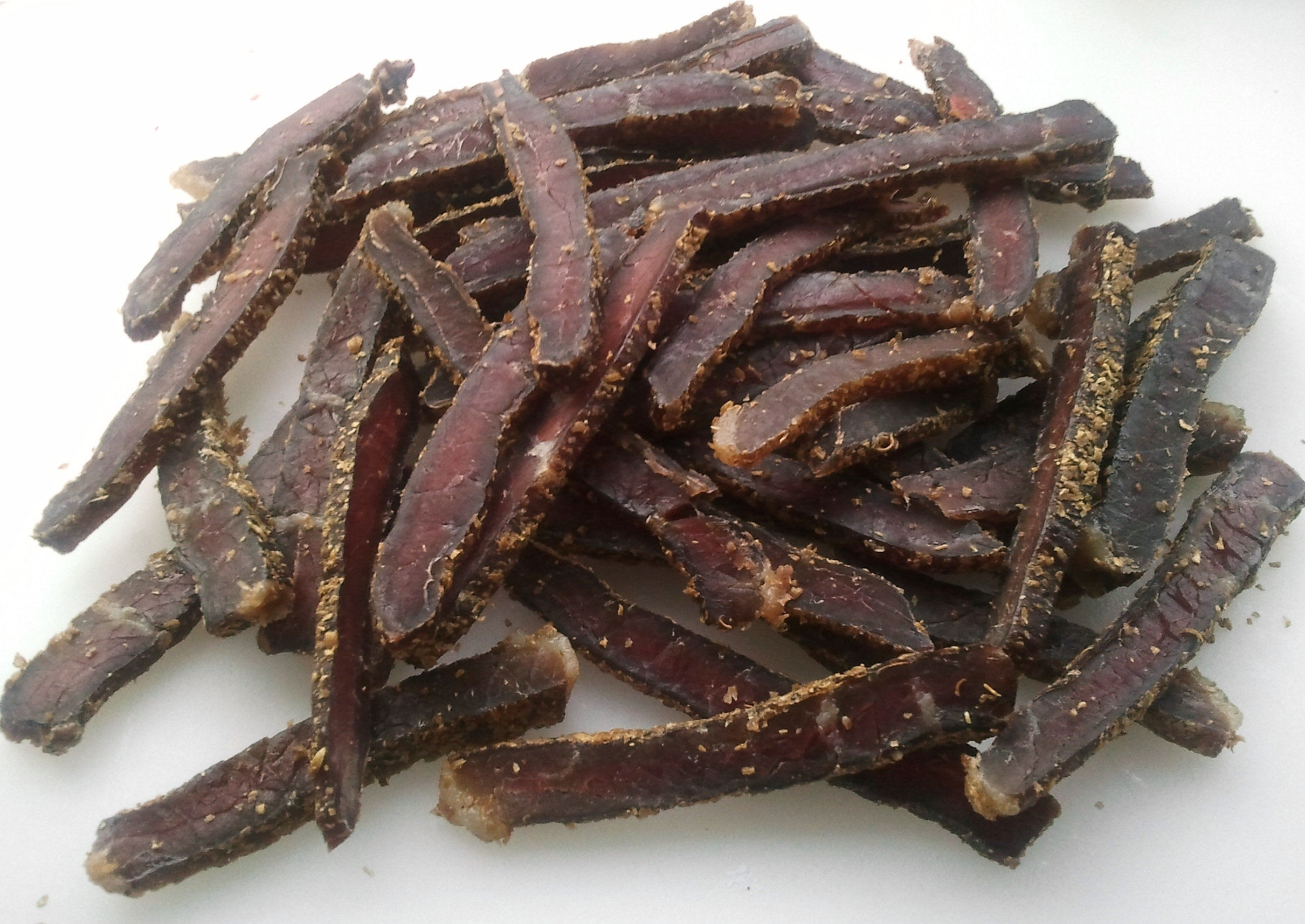
比尔通牛肉

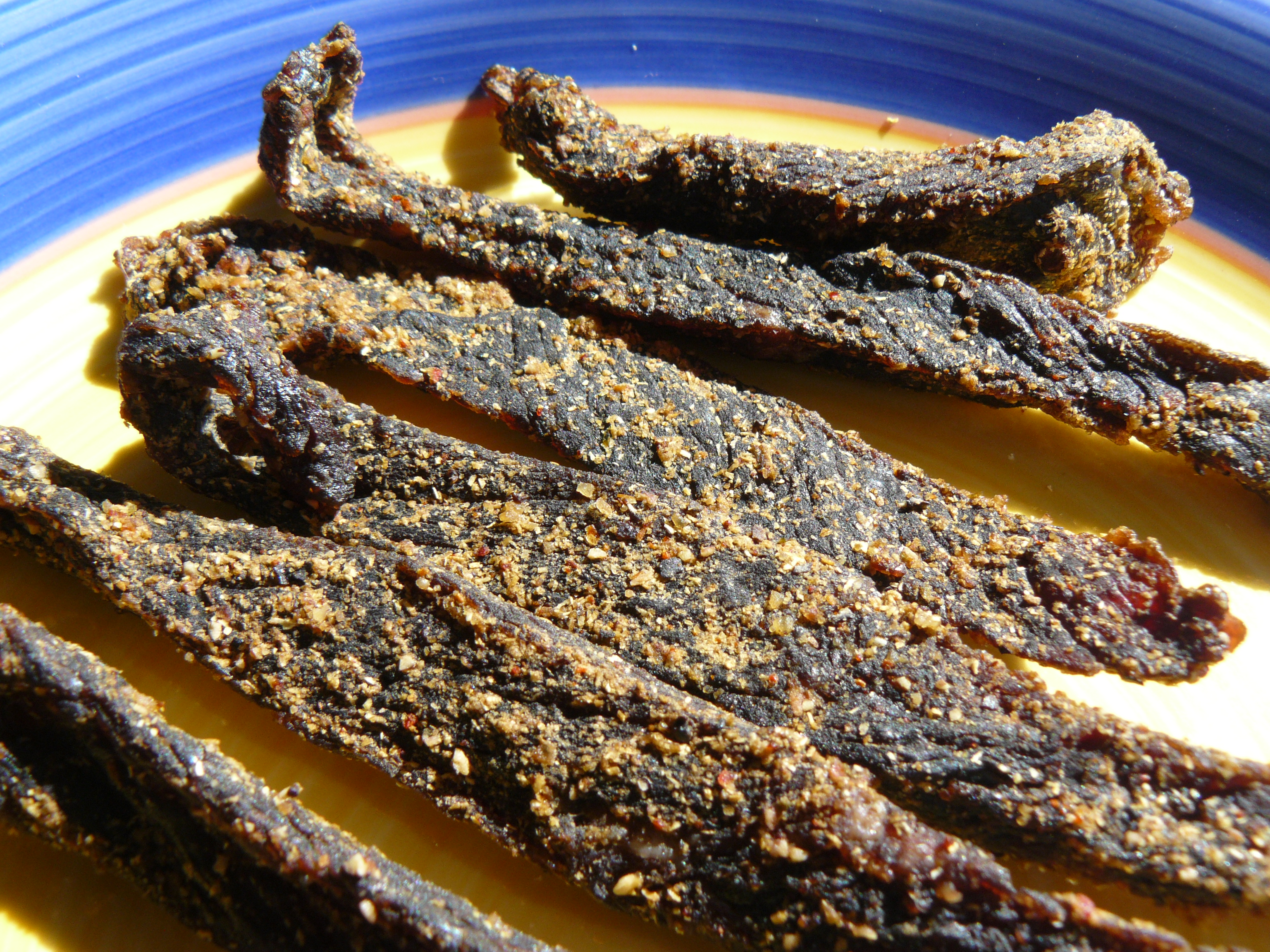
家庭制作的比尔通牛肉条

## 起源
17世纪，荷兰殖民者将香肠的制作工艺带到了南非，并演化成为比尔通的制法。最初来到这片殖民地的荷兰人面临着肉类短缺的问题：将家畜繁殖成规模需要时间，而猎取一只野味通常需要花费多天时间。当他们猎得类似巨羚的大型野生动物时，在非洲炎热的天气里保存这些肉类又成了问题。在冰箱出现之前，殖民者便想到了用盐、醋和各种香料腌制野味并制作肉干的办法。这一做法不但解决了殖民者初入南非的食肉问题，也为他们其后在殖民地之间的长途旅行提供了食物来源。

## 配料
比尔通的常见配料如下：
- 肉
- 黑胡椒
- 芫荽
- 盐
- 糖
- 醋

其他配料还包括意大利香醋、辣椒、肉豆蔻、蒜、小苏打、辣酱油、洋葱粉以及硝等。

## 肉类
在冰箱引入南非之前，人们依靠比尔通这种腌肉方法来保存各种肉类。而今，比尔通主要以牛肉制成，因为牛肉较之其他肉类廉价且易于获取。在各种牛肉比尔通里，又以菲力和沙朗两个部位的肉为上品。
比尔通还可以下列肉类制成：
- 鸡肉，成品被称为鸡肉比尔通。
- 鱼，成品名为bokkoms，与杖蛇鯖等制成的鱼干不同（在南非还可以见到以鲨鱼肉制成的比尔通）[5][6]。
- 野味，如跳羚或捻角羚。
- 鸵鸟，因其肉色鲜红，常用来仿制野味比尔通。

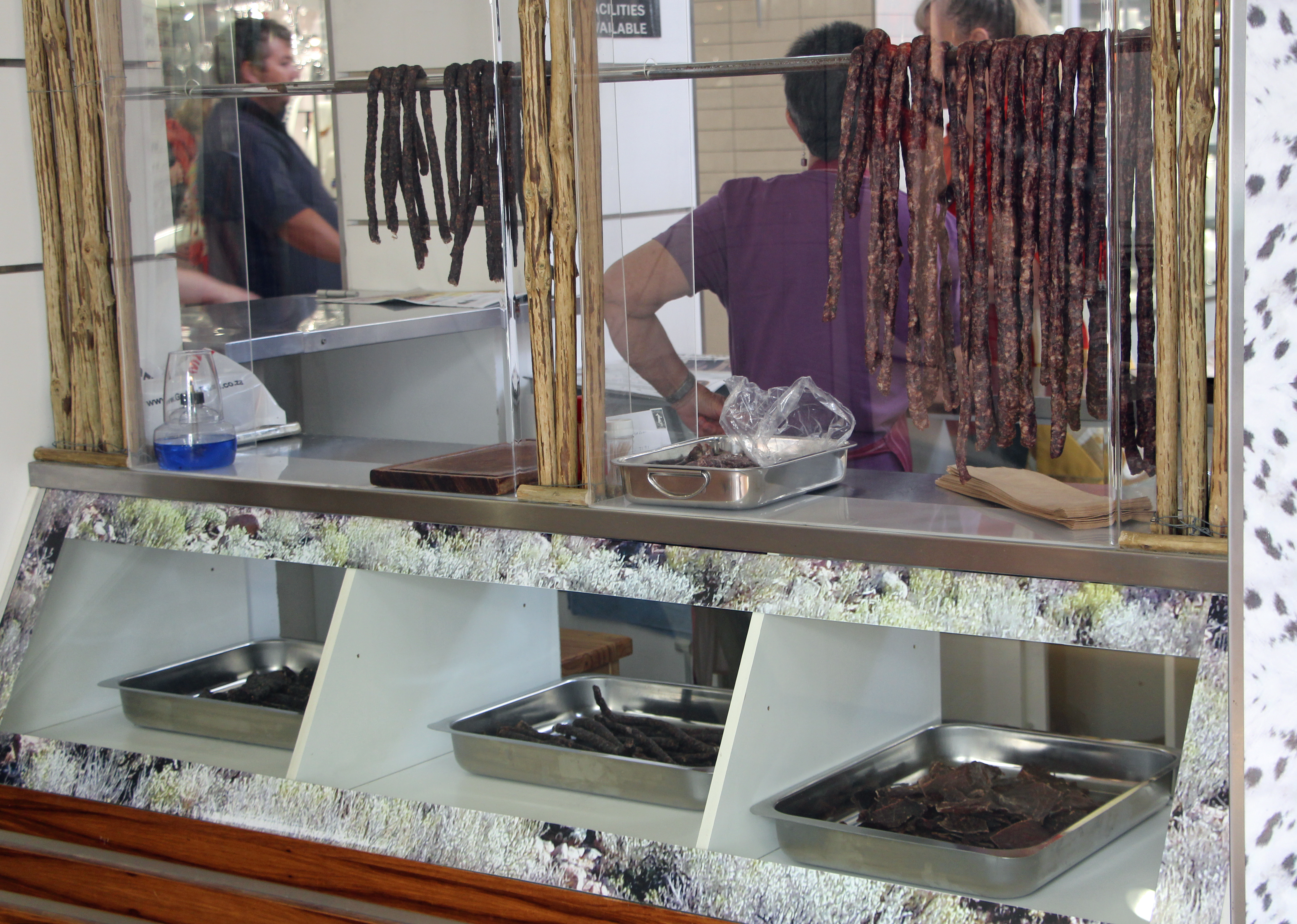
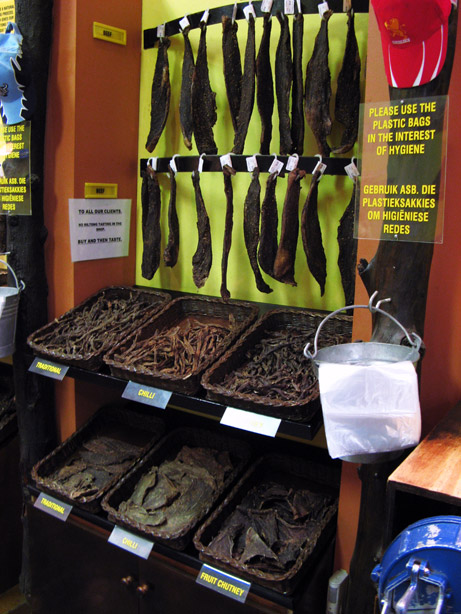
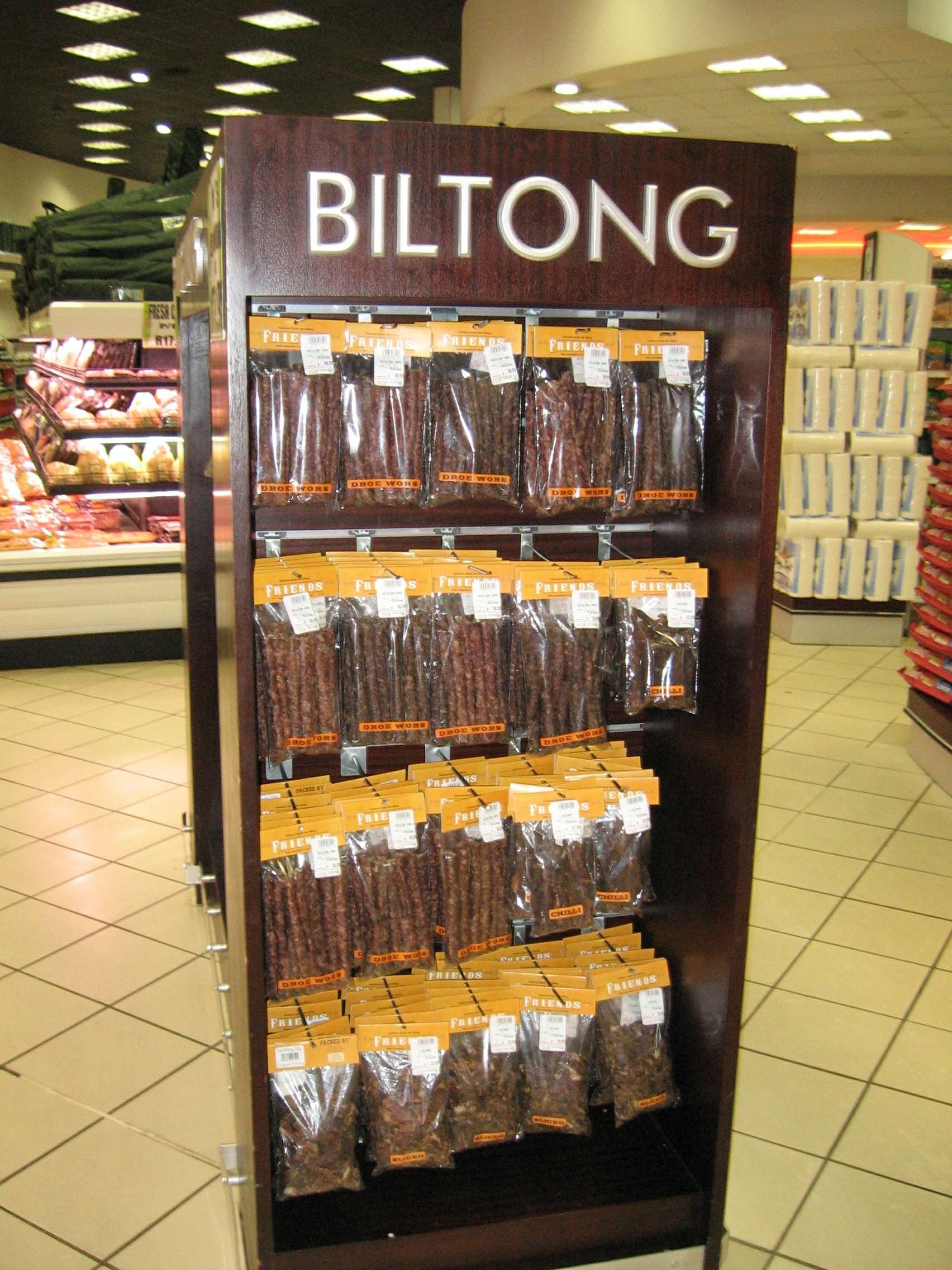